# Synthymia diffusa
Synthymia diffusa är en fjärilsart som beskrevs av Embrik Strand. Synthymia diffusa ingår i släktet Synthymia och familjen nattflyn. Inga underarter finns listade i Catalogue of Life.